# Marca de águas limpas

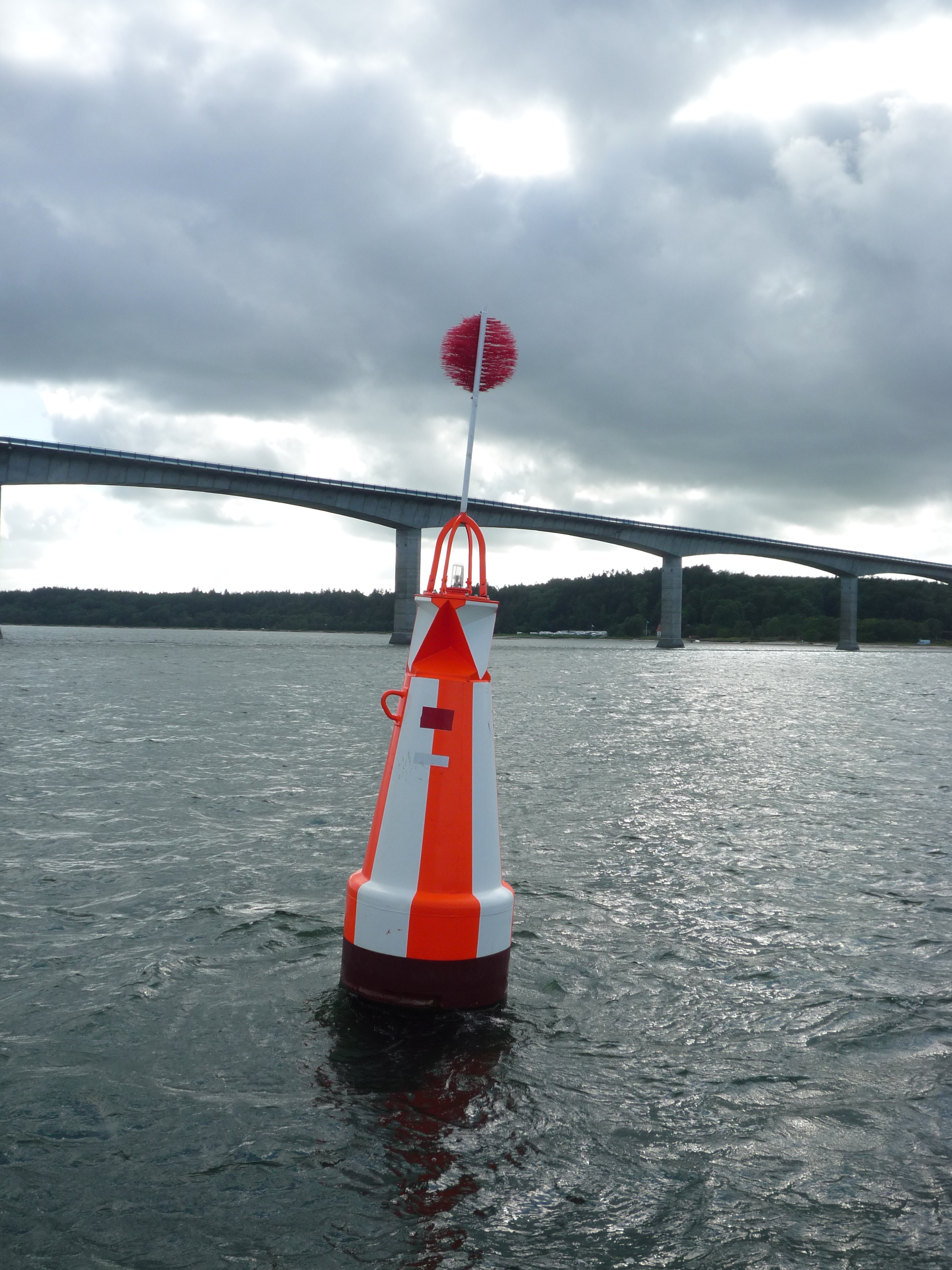
Um exemplo de marca de águas limpas em Limfjord, Dinamarca

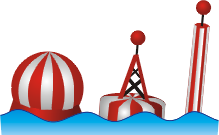
Marcas de águas limpas.

A marca de águas limpas é uma marca de balizagem marítima que indica uma zona em seu redor na qual não há quaisquer limitações relativas a fundos ou perigos.
Esta marca é igual na Região A e B e indica águas sem qualquer perigo para a navegação marítima em seu torno.

## Características
- Cor: Faixas verticais vermelhas e brancas.

- Forma: Esférica, fuso, ou antena com alvo esférico.

- Luz: Branca isofásica com ocultações, um relâmpago longo de 10 em 10 segundos, a letra A do código Morse.